# پشته کمال
پشته کمال، روستایی در دهستان پشتکوه بخش پشتکوه شهرستان خاش در استان سیستان و بلوچستان ایران است.

## جمعیت
بر پایه سرشماری عمومی نفوس و مسکن در سال ۱۳۹۵، جمعیت این روستا برابر با ۳۶۴ نفر (۸۵ خانوار) بوده‌است.